# Martin Ruarus

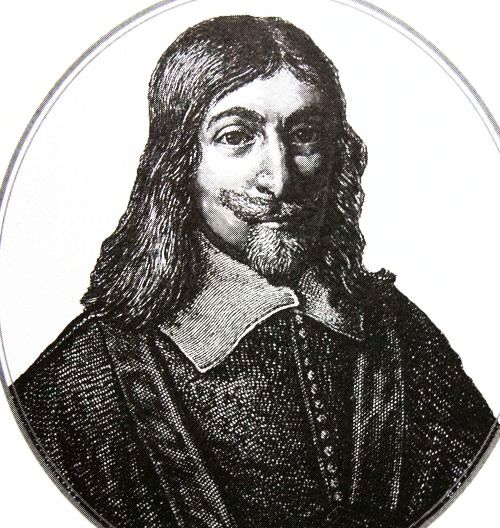
Martin Ruarus

Martin Ruarus (auch Martin Ruar; * zwischen 1588 und 1590 in Krempe im Herzogtum Holstein; † 1657 in Straszyn (Straschin) bei Danzig) war ein unitarischer Theologe und Vertreter des frühneuzeitlichen Sozinianismus.

## Leben
Ruarus wurde zwischen 1588 und 1590 als Sohn des lutherischen Pastors Peter Ruarus im holsteinischen Krempe geboren. Joachim und Petrus Ru(w)arus, die 1609 und 1614 das Studium in Rostock aufnahmen, waren seine jüngeren Brüder. Joachim wurde kurfürstlich brandenburgischer Leibmedicus und Petrus († 1636) 1618 Pastor in Münsterdorf und 1630 in Breitenburg. Der etwas jüngeren Wewelsflether Pastor und Dichter Heinrich Hudemann war sein Cousin.
1608 schrieb Ruarus sich an der Universität Rostock ein. 1611 wechselte er an die Universität Altdorf, wo er Rechtswissenschaft und Philosophie, später auch Theologie studierte. Hier kam er über den Philosophen und Mediziner Ernst Soner erstmals in Kontakt mit dem antitrinitarischen Unitarismus und gehörte bald einem von Soner aufgebauten unitarischen Privatkolleg an, an dem auch Johann Krell und polnische Studenten teilnahmen. Im Jahr 1614 wurde der unitarische Kreis in Altdorf zerschlagen, im gleichen Jahr reiste Ruarus verdeckt ins polnische Raków und wurde dort Mitglied der Polnischen Brüder, der unitarisch-sozinianischen Kirche.
Zurückgekehrt wurde er Hauslehrer und unternahm mit seinen Schülern ausgedehnte Reisen durch Europa, auf denen er sich eine umfangreiche Bildung, darunter die Kenntnis der arabischen und syrischen Sprache, aneignete. Zudem beherrschte er Französisch, Italienisch, Griechisch und Hebräisch. Dies führte dazu, dass ihm bei seinem Aufenthalt in Cambridge eine Professur angeboten wurde, die er jedoch wegen seiner sozinianischen Ansichten ausschlug. Stattdessen übersiedelte er 1620 wieder nach Raków und wurde Leiter der dortigen Rakówer Akademie, die die zentrale Bildungseinrichtung des polnischen Unitarismus darstellte. Weil ihn diese Arbeit überforderte, begab er sich von 1622 bis 1631 wieder mit verschiedenen polnischen Adligen auf Europareisen.
Im Jahr 1631 zog Ruarus nach Danzig, wo er heiratete und Prediger der dortigen unitarischen Gemeinde wurde. In Danzig gab es bereits seit etwa 1581 Unitarier. Die Gemeinde entwickelte sich zunächst unabhängig von den polnischen Unitariern und ging vor allem auf den früheren Mennoniten und Stadtschreiber Matthäus Radecke sowie niederländische Spiritualisten und Antitrinitarier aus Ungarn und Italien zurück. Da sich die Unitarier in Danzig selber nicht frei versammelt durften, bildeten sich zunächst in Buschkau und in Straszyn (Straschin) Gemeinden, die von den Danzigern besucht werden konnten. In Danzig suchte Ruarus auch den Dialog mit den Mennoniten und Remonstranten. Auch stand er im Vorfeld der Complanatio Deesiana in Austausch mit den siebenbürgischen Unitariern. Als Ruarus 1638 als Häretiker aus Danzig ausgewiesen werden sollte, wurde dies durch einflussreiche Freunde verhindert. 1643 ernannte ihn der polnische König Władysław IV. Wasa zum Berater, in welchem Amt er von Johann II. Kasimir bestätigt wurde. 1645 nahm er am Thorner Religionsgespräch teil, wo er auf Georg Calixt traf.
Ende 1657 starb er verarmt in Straszyn bei Danzig. Seine Schriften, darunter einen Kommentar zu Fausto Sozzinis Rakówer Katechismus, veröffentlichten seine Söhne erst nach seinem Tod. Ein Jahr nach seinem Tod trat das polnische Edikt von 1658 in Kraft, das den Unitariern das Recht auf die freie Religionsübung entzog und den Beginn der Gegenreformation in Polen kennzeichnete.